# Typhonium venosum
Typhonium venosum là một loài thực vật có hoa trong họ Ráy (Araceae). Loài này được (Dryand. ex Aiton) Hett. & P.C.Boyce mô tả khoa học đầu tiên năm 2000.

## Hình ảnh

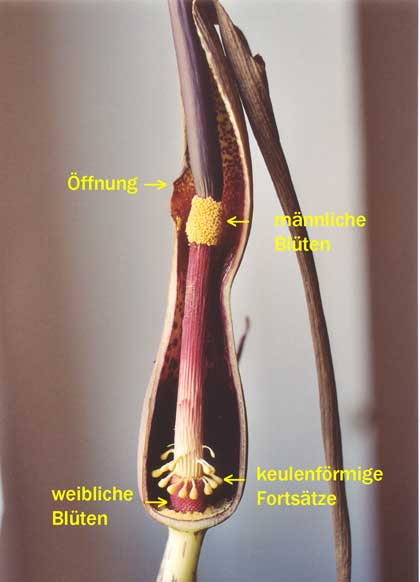
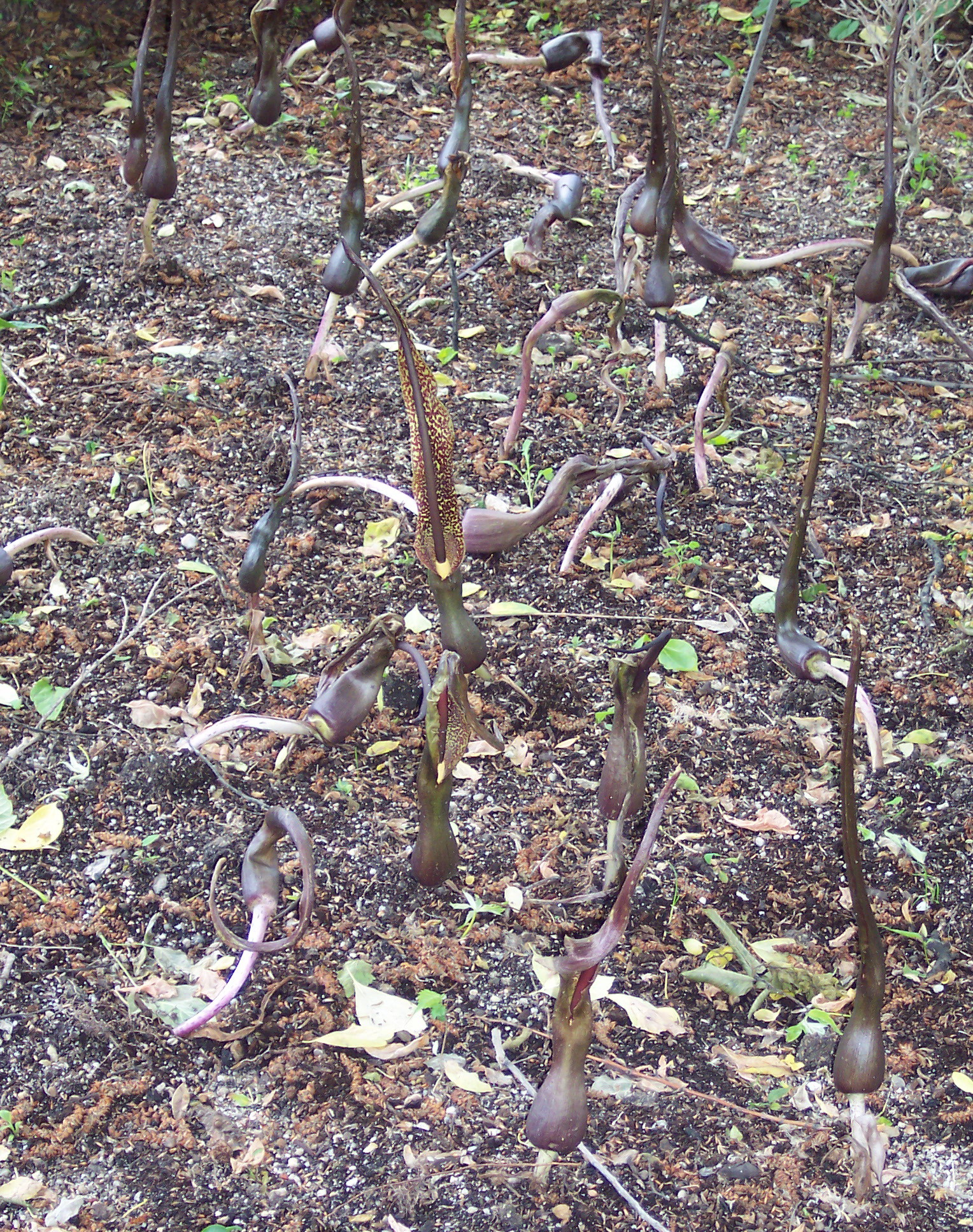
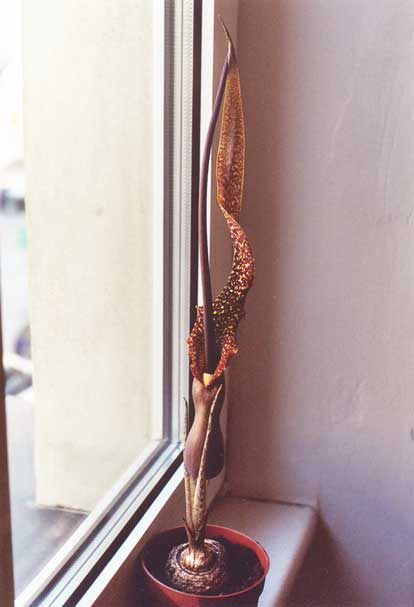
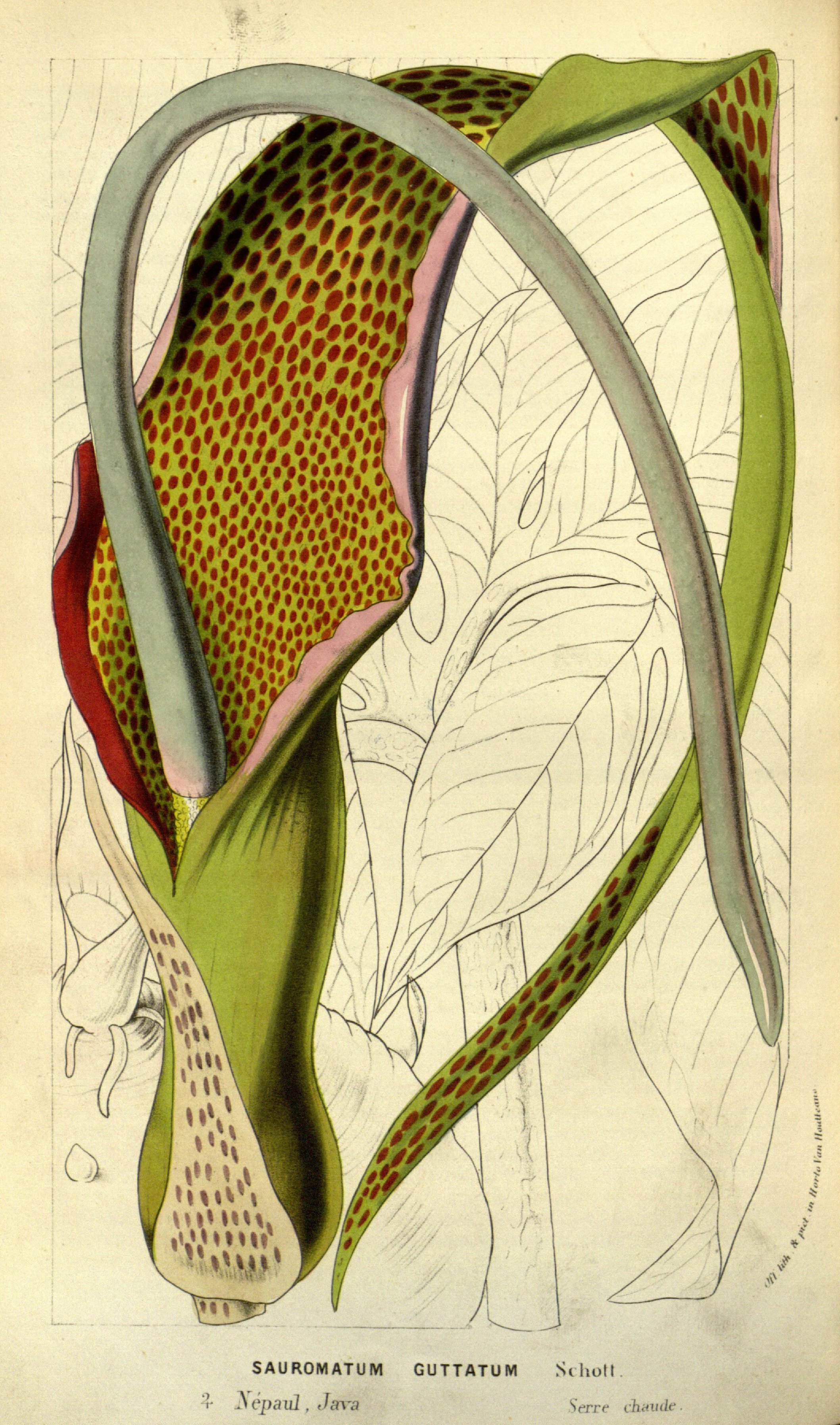